# Natzwiller
Natzwiller est une commune française située dans la circonscription administrative du Bas-Rhin et, depuis le 1er janvier 2021, dans le territoire de la Collectivité européenne d'Alsace, en région Grand Est.
Cette commune se trouve dans la région historique et culturelle d'Alsace.
Ce village très étiré et étagé fait partie du territoire communément appelé la vallée de la Bruche et de la communauté de communes de la Vallée de la Bruche.
C'est l'une des principales localités touristiques de ce territoire de moyenne montagne dominé par le Champ du Feu. De nombreux vestiges attestent de l'industrialisation au textile, qui suivit la création d'un tissage important par un pionnier, Jean-Frédéric Jacquel.
Ses habitants sont les Natzwillerois et les Natzwilleroises. C'est sur le territoire de la commune qu'a été implanté en 1941 le camp de concentration nazi du Struthof.

## Géographie

### Localisation
Le village occupe la rive nord de la vallée de la Rothaine, la rive sud appartenant à des communes incluses dans l'ancien territoire du comté du Ban de la Roche, telles que Wildersbach et Neuviller-La-Roche. Rothau est également l'une des communes de l'ancien territoire du Ban de la Roche, initialement à la rive sud, mais aujourd'hui à cheval sur la Rothaine. Barembach et Natzwiller ont cédé chacun une partie de leurs territoires, afin que Rothau s'agrandisse pour s'englober en un seul village.

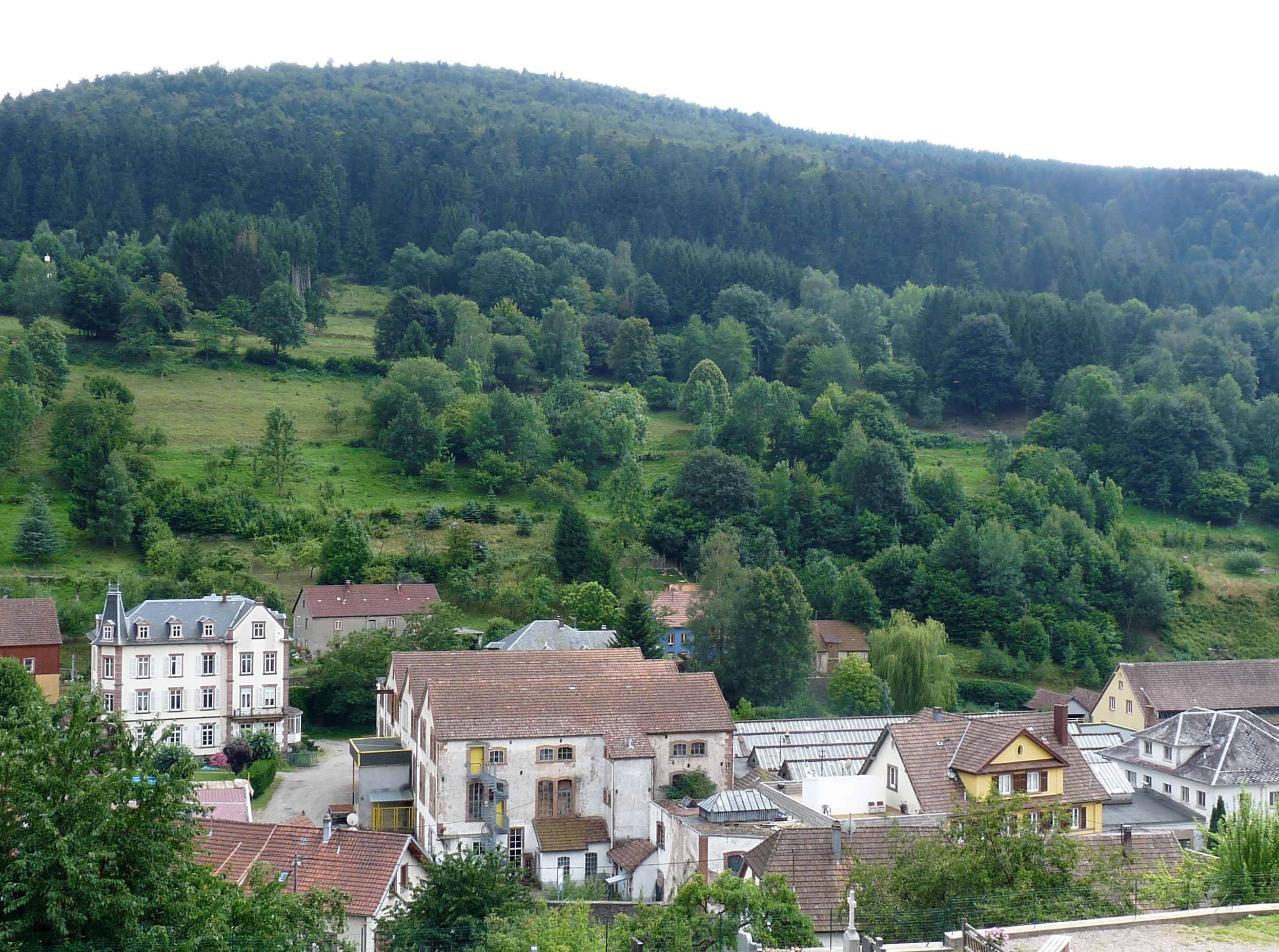
Vallée de la Rothaine et vestiges de l'industrie textile.
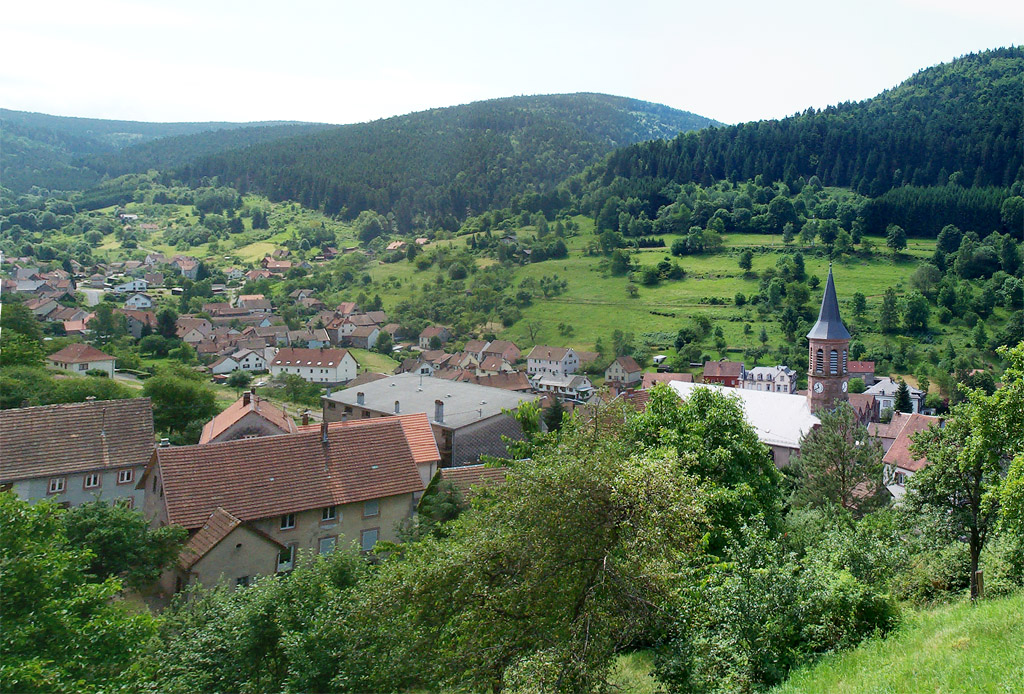
Panorama de la ville.

### Communes limitrophes
Natzwiller a pour communes limitrophes Barembach au nord-ouest puis au nord, Grendelbruch au nord-est, Neuviller-la-Roche à l'est, au sud-est et au sud, Wildersbach au sud-ouest et Rothau également au sud-ouest.
| Barembach   | Barembach          | Grendelbruch       |
| Rothau      | Natzwiller         | Ottrott            |
| Wildersbach | Neuviller-la-Roche | Neuviller-la-Roche |

### Lieux-dits
La commune comprend deux lieux-dits : 
- « Basse des Maçons », situé à l'ouest, sensiblement à égale distance entre la commune et Rothau ;
- le site du Struthof, au nord, près du territoire communal de Barembach.

### Géologie et relief
La forêt de Natzwiller est située dans les parties nord et ouest du village. Elle est limitrophe au nord, de celle de Barembach, et au nord-est, du massif de Grendelbruch, près du Champ du Messin. Cette dernière commune dispose également d'une enclave forestière au sein du territoire de Natzwiller. Cette surface s'étend de la Basse des Maçons à la sortie est de Rothau. On y trouve des vestiges liés au travail d'extraction de la matière première pour les forges de cette même localité, aux XVIIIe et XIXe siècles. Parmi eux, la grotte des Partisans, la croix de la Quiaille et de jolis recoins parsemés de quartz.
Les fortes pentes n'ayant pas permis la construction d'établissements industriels de grande taille, de petites structures se sont établies au bord du cours d'eau.

### Hydrographie
La commune est dans le bassin versant du Rhin au sein du bassin Rhin-Meuse. Elle est drainée par le ruisseau la Rothaine, le ruisseau le Barenbach et le ruisseau de Messingoutte,.

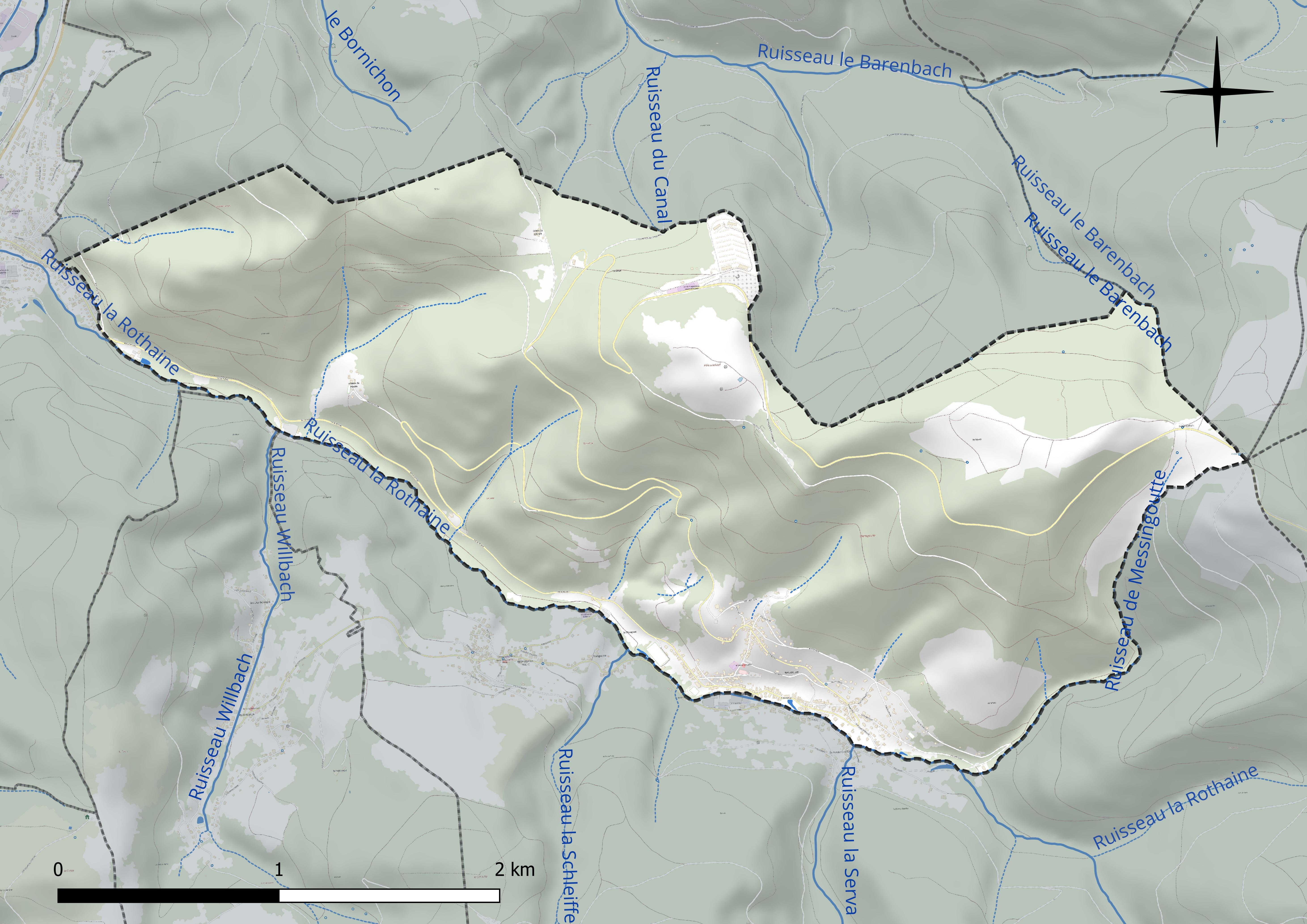
Réseau hydrographique de Natzwiller.

### Climat
Pour des articles plus généraux, voir Climat du Grand Est et Climat du Bas-Rhin.
En 2010, le climat de la commune est de type climat de montagne, selon une étude du Centre national de la recherche scientifique s'appuyant sur une série de données couvrant la période 1971-2000. En 2020, Météo-France publie une typologie des climats de la France métropolitaine dans laquelle la commune est exposée à un climat semi-continental et est dans la région climatique Vosges, caractérisée par une pluviométrie très élevée (1 500 à 2 000 mm/an) en toutes saisons et un hiver rude (moins de 1 °C).
Pour la période 1971-2000, la température annuelle moyenne est de 8,8 °C, avec une amplitude thermique annuelle de 16,4 °C. Le cumul annuel moyen de précipitations est de 1 239 mm, avec 12,8 jours de précipitations en janvier et 11,4 jours en juillet. Pour la période 1991-2020, la température moyenne annuelle observée sur la station météorologique de Météo-France la plus proche, « Belmont », sur la commune de Belmont à 3 km à vol d'oiseau, est de 7,0 °C et le cumul annuel moyen de précipitations est de 1 341,9 mm. 
La température maximale relevée sur cette station est de 30,9 °C, atteinte le 5 juillet 2015 ; la température minimale est de −20,3 °C, atteinte le 20 décembre 2009,,.
Les paramètres climatiques de la commune ont été estimés pour le milieu du siècle (2041-2070) selon différents scénarios d'émission de gaz à effet de serre à partir des nouvelles projections climatiques de référence DRIAS-2020. Ils sont consultables sur un site dédié publié par Météo-France en novembre 2022.

## Urbanisme

### Typologie
Au 1er janvier 2024, Natzwiller est catégorisée commune rurale à habitat dispersé, selon la nouvelle grille communale de densité à sept niveaux définie par l'Insee en 2022.
Elle est située hors unité urbaine et hors attraction des villes,.

### Occupation des sols
L'occupation des sols de la commune, telle qu'elle ressort de la base de données européenne d’occupation biophysique des sols Corine Land Cover (CLC), est marquée par l'importance des forêts et milieux semi-naturels (94,4 % en 2018), en augmentation par rapport à 1990 (89,4 %). La répartition détaillée en 2018 est la suivante : forêts (65 %), milieux à végétation arbustive et/ou herbacée (29,4 %), zones urbanisées (5,6 %). L'évolution de l’occupation des sols de la commune et de ses infrastructures peut être observée sur les différentes représentations cartographiques du territoire : la carte de Cassini (XVIIIe siècle), la carte d'état-major (1820-1866) et les cartes ou photos aériennes de l'IGN pour la période actuelle (1950 à aujourd'hui).

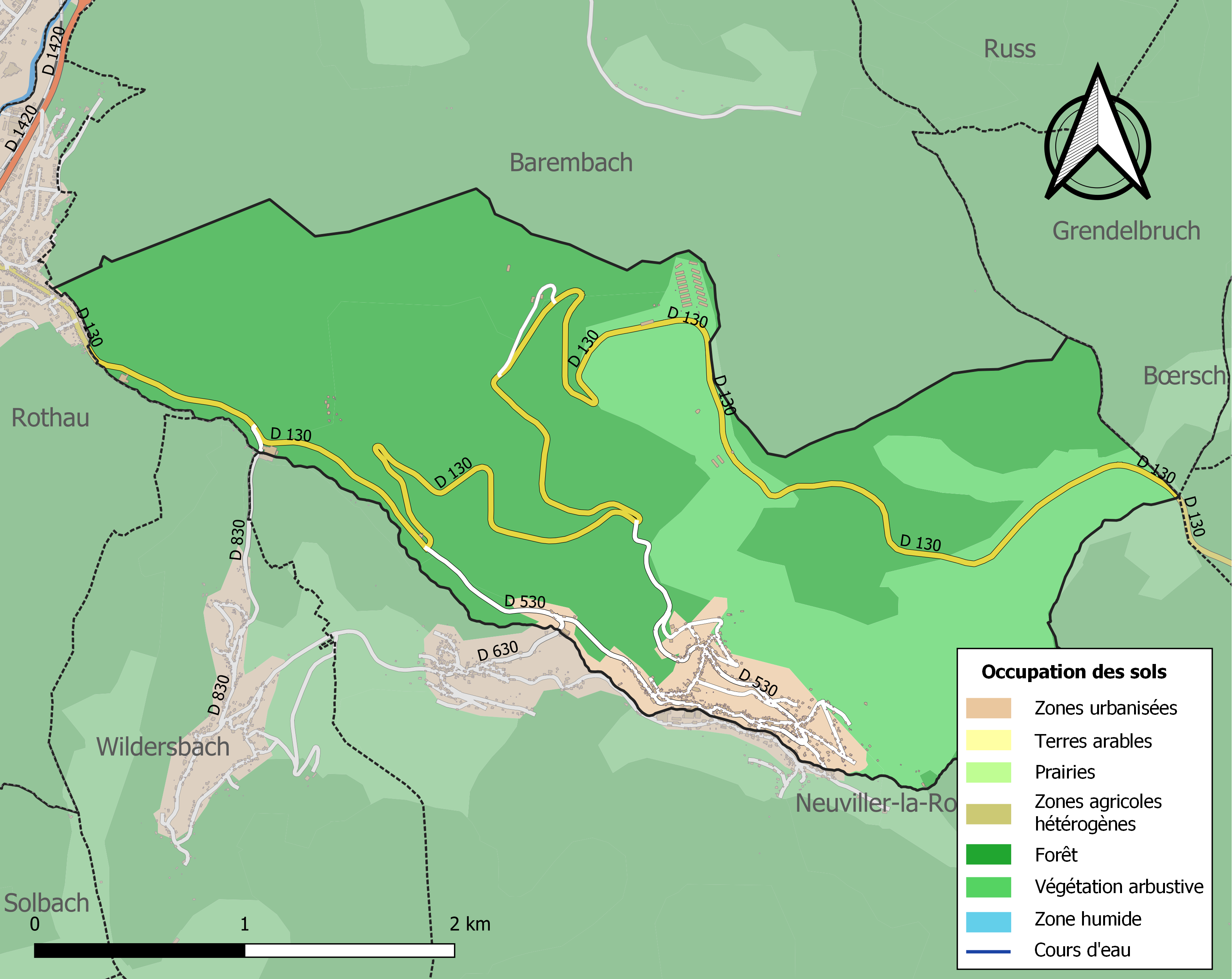
Carte des infrastructures et de l'occupation des sols de la commune en 2018 (CLC).

## Toponymie
Le village était désigné dans les textes anciens sous le nom de Sant Ludelin en 1491 et encore sous St. Lüdwig en 1672, mais aussi sous Nasvil en 1625 et Nessweÿler en 1666.

## Histoire
Un article du journal historique local L'Essor intitulé "Natzwiller, village des confins" a détaillé l'histoire du village, dressée ci-dessous de manière plus synthétique.
Village à histoire singulière, Natzwiller est situé en fond de vallée, le seul juché sur la rive Nord de la Rothaine, dans le territoire de l'évêché de Strasbourg. Sur l'autre rive, le territoire du Ban de la Roche comporte plusieurs villages rapprochés.

### Moyen Âge
Dans la période médiévale jusqu'à l'aube du XVIIe siècle, le lieu, alors une annexe paroissiale de Barembach, n'était occupé que par quelques fermes et une chapelle de pèlerinage en relation avec le mont Sainte-Odile. La chapelle était placée sous le vocable de saint Luden dont la fête est mentionnée en 1502 (Lutienn tag), patron des pèlerins. Le saint actuel est saint Genest.
Durant cette période, le territoire communal était inclus dans le Saint-Empire romain germanique.

### Époque moderne
Le hameau a toujours été isolé. Après la guerre de Trente Ans (1618-1648), on observe une évolution progressive du nombre d'habitants, qui s'accélère au cours du XVIIIe siècle, bénéficiant de la proximité des forges de Rothau par l’accueil d’un nombreux personnel minier et sidérurgiste, dont beaucoup sont originaires de lieux à influence langagière germanique.
Ainsi ce dialecte a pris le dessus.
À ce propos, dans la carte de répartition des dialectes d'Alsace-Moselle, on peut reconnaîre Natzwiller, qui est le seul village vert presqu'integralement entouré d'orange.
La religion pratiquée est le catholicisme, car le territoire est historiquement inclus dans l'évêché de Strasbourg. Inversement, les villages voisins, annexés par le Ban de la Roche, étaient de confession protestante et parlaient un patois à influence langagière française (en orange sur la carte). C'est en cela que Natzwiller poursuivait son isolement malgré son accroissement de population.
Il s'agira de résumer que, jusqu'au XXe siècle, la Rothaine a été pour une grande partie de son lit, une  frontière linguistique, culturelle et religieuse.
Comme seize autres communes de la haute vallée de la Bruche, Natzwiller était incluse dans le département des Vosges de la Révolution à la guerre de 1870.

### Époque contemporaine
La commune augmente encore en population au XIXe siècle, du fait de l'implantation de l'établissement de tissage Jacquel dans la commune.

#### Seconde Guerre mondiale
Le nom de la commune reste attaché à la Seconde Guerre mondiale, puisque le seul camp de concentration nazi situé sur l'actuel territoire français était implanté au Struthof, un lieu-dit qui surplombe la commune de Natzwiller.

## Politique et administration

### Liste des maires
| Période                                  | Période                   | Identité                                    | Étiquette | Qualité |
| ---------------------------------------- | ------------------------- | ------------------------------------------- | --------- | ------- |
| Les données manquantes sont à compléter. |                           |                                             |           |         |
| mars 2001                                | En cours (au 31 mai 2020) | André Woock, Réélu pour le mandat 2020-2026 |           |         |

## Population et société

### Démographie
L'évolution du nombre d'habitants est connue à travers les recensements de la population effectués dans la commune depuis 1793. Pour les communes de moins de 10 000 habitants, une enquête de recensement portant sur toute la population est réalisée tous les cinq ans, les populations de référence des années intermédiaires étant quant à elles estimées par interpolation ou extrapolation. Pour la commune, le premier recensement exhaustif entrant dans le cadre du nouveau dispositif a été réalisé en 2006.

En 2022, la commune comptait 526 habitants, en évolution de −4,01 % par rapport à 2016 (Bas-Rhin : +3,17 %, France hors Mayotte : +2,11 %).
| 1793 | 1800 | 1806 | 1821 | 1831 | 1836 | 1841 | 1846 | 1851 |
| ---- | ---- | ---- | ---- | ---- | ---- | ---- | ---- | ---- |
| 450  | 556  | 609  | 694  | 845  | 882  | 888  | 920  | 930  |

| 1856 | 1861  | 1866  | 1871  | 1875  | 1880 | 1885 | 1890 | 1895 |
| ---- | ----- | ----- | ----- | ----- | ---- | ---- | ---- | ---- |
| 933  | 1 000 | 1 089 | 1 077 | 1 019 | 990  | 937  | 884  | 906  |

| 1900 | 1905 | 1910 | 1921 | 1926 | 1931 | 1936 | 1946  | 1954 |
| ---- | ---- | ---- | ---- | ---- | ---- | ---- | ----- | ---- |
| 962  | 950  | 977  | 821  | 827  | 824  | 825  | 1 198 | 794  |

| 1962 | 1968 | 1975 | 1982 | 1990 | 1999 | 2006 | 2011 | 2016 |
| ---- | ---- | ---- | ---- | ---- | ---- | ---- | ---- | ---- |
| 789  | 776  | 702  | 658  | 634  | 624  | 599  | 589  | 548  |

| 2021 | 2022 | - | - | - | - | - | - | - |
| ---- | ---- | - | - | - | - | - | - | - |
| 528  | 526  | - | - | - | - | - | - | - |

## Culture locale et patrimoine

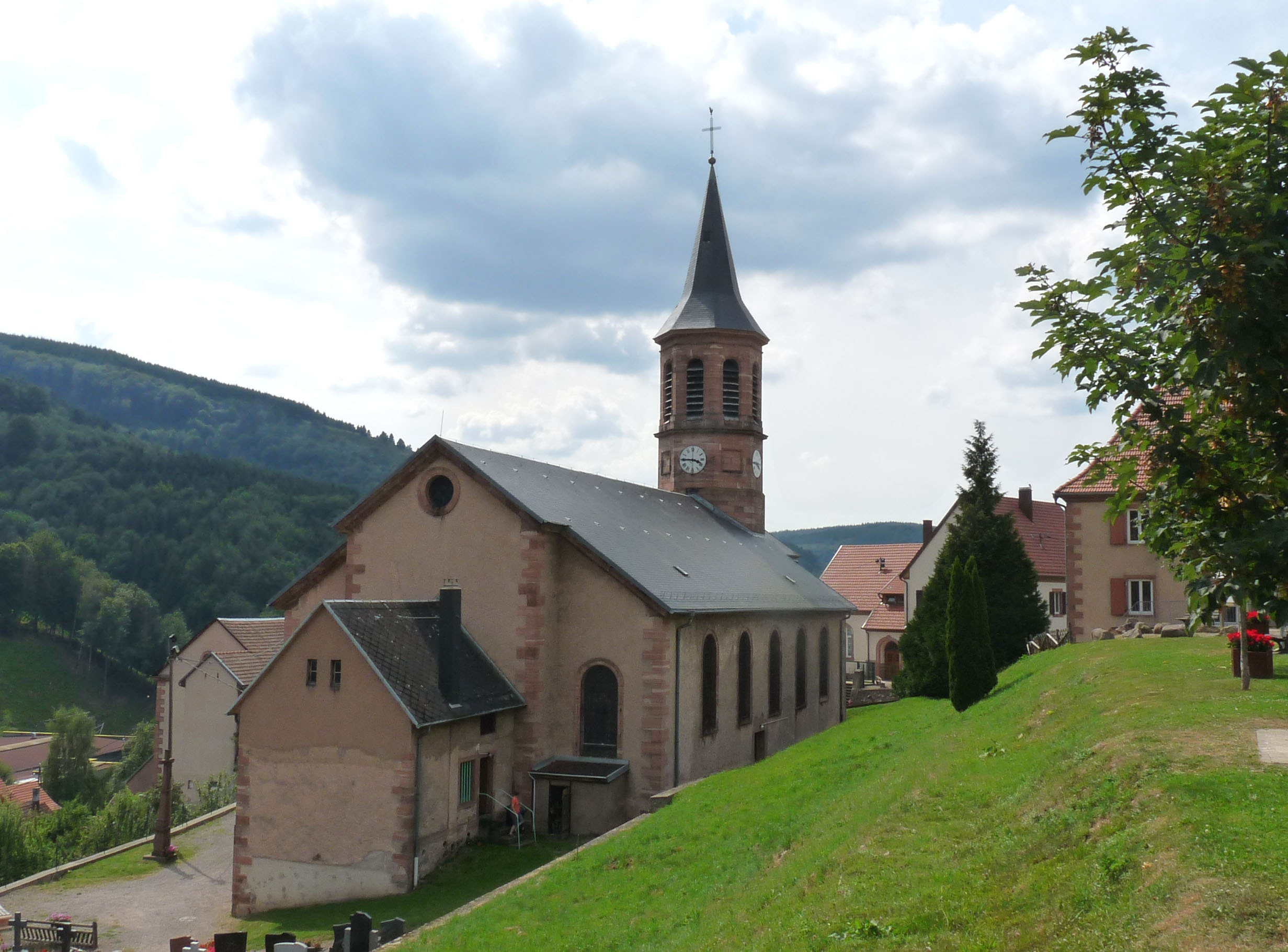
L'église Saint-Genès.

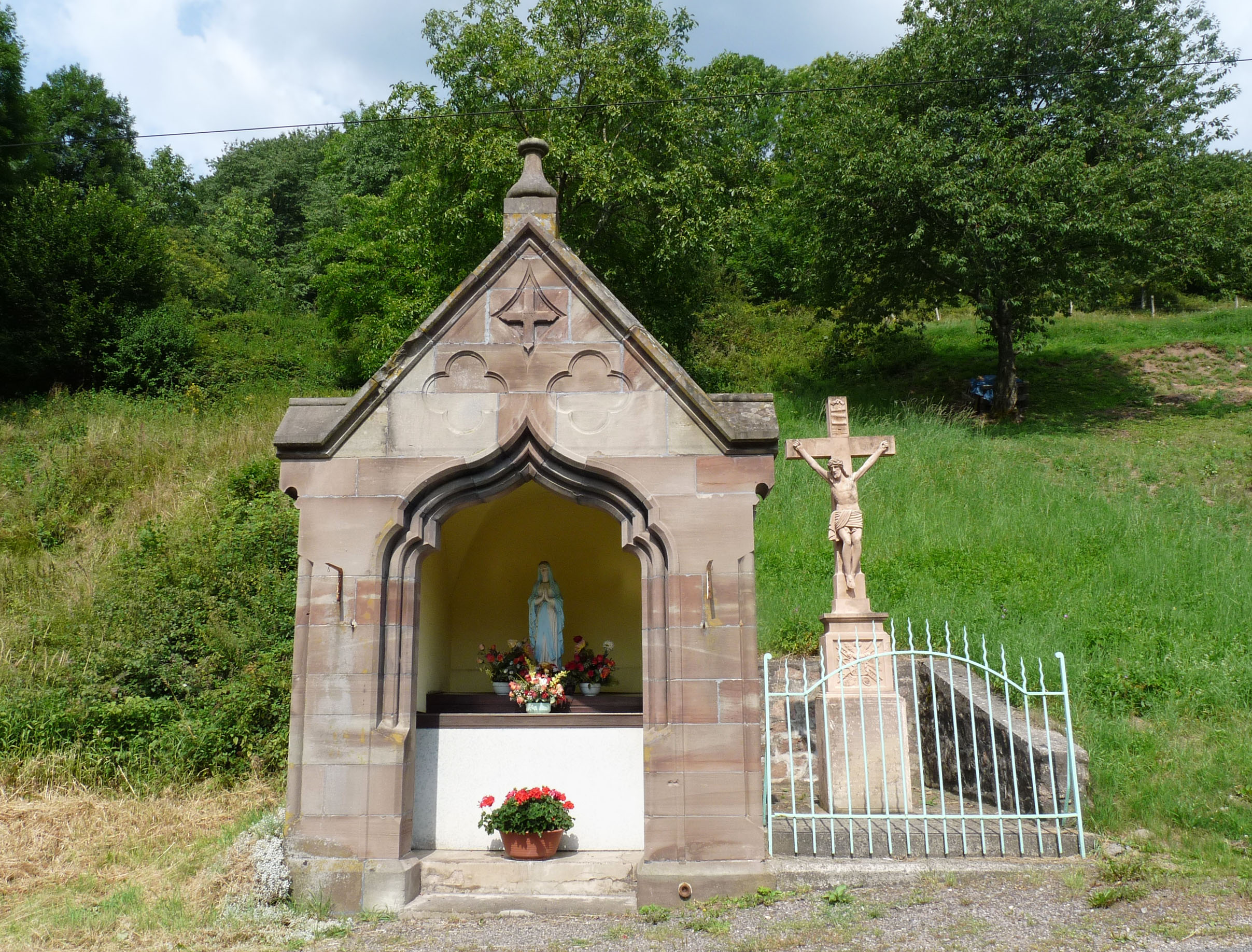
Chapelle Notre-Dame-de-Lourdes.

### Lieux et monuments
- L'église Saint-Genès. L'architecture de l'église paroissiale – entièrement reconstruite en 1846 – s'inspire de l'Antiquité et de la Renaissance et s'apparente à d'autres édifices de la vallée : la tour-porche octogonale rappelle ainsi celle de l'église de Wisches-Hersbach et celle de l'église de Bourg-Bruche[21],[22].
- La chapelle Notre-Dame-de-Lourdes[23] : de décor néo-gothique, elle date probablement de la fin du XIXe ou du début du XXe siècle. La baie du pignon est formée d'ébrasements à ressauts et d'un arc en accolade. La croix monumentale qui se trouve à sa droite fut érigée en 1869.
- Le camp de concentration du Struthof[24].

- Le Centre européen du résistant déporté, le long de la route départementale 130. Ce haut lieu de mémoire nationale française et européenne regroupe : le site de l'ancien camp de concentration de Natzweiler, le musée du KL-Natzweiler, le Centre européen du résistant déporté et le Mémorial de la déportation.

### Héraldique
| Blason de Natzwiller | Blason  | D'argent au sapin arraché de sinople, au chef de gueules. |
| Blason de Natzwiller | Détails |                                                           |